# Lennert Van Elsen
Lennert Van Elsen (1 april 2001) is een Belgisch volleyballer.

## Levensloop
Van Elsen begon met volleyballen bij Mavoc Mechelen en ging vervolgens aan de slag bij Mendo Booischot. In 2020 sloot hij vervolgens aan bij Caruur Volley Gent en na een seizoen maakte hij de overstap naar Volley Haasrode Leuven. Sinds 2023-'24 maakt hij deel uit van de spelerskern van Knack Roeselare.
Daarnaast was hij actief bij het Belgisch volleybalteam. Met de Red Dragons nam hij onder meer deel aan het Europees kampioenschap van 2021.
Zijn zus Eline is ook actief in het volleybal.